# 太空飛機

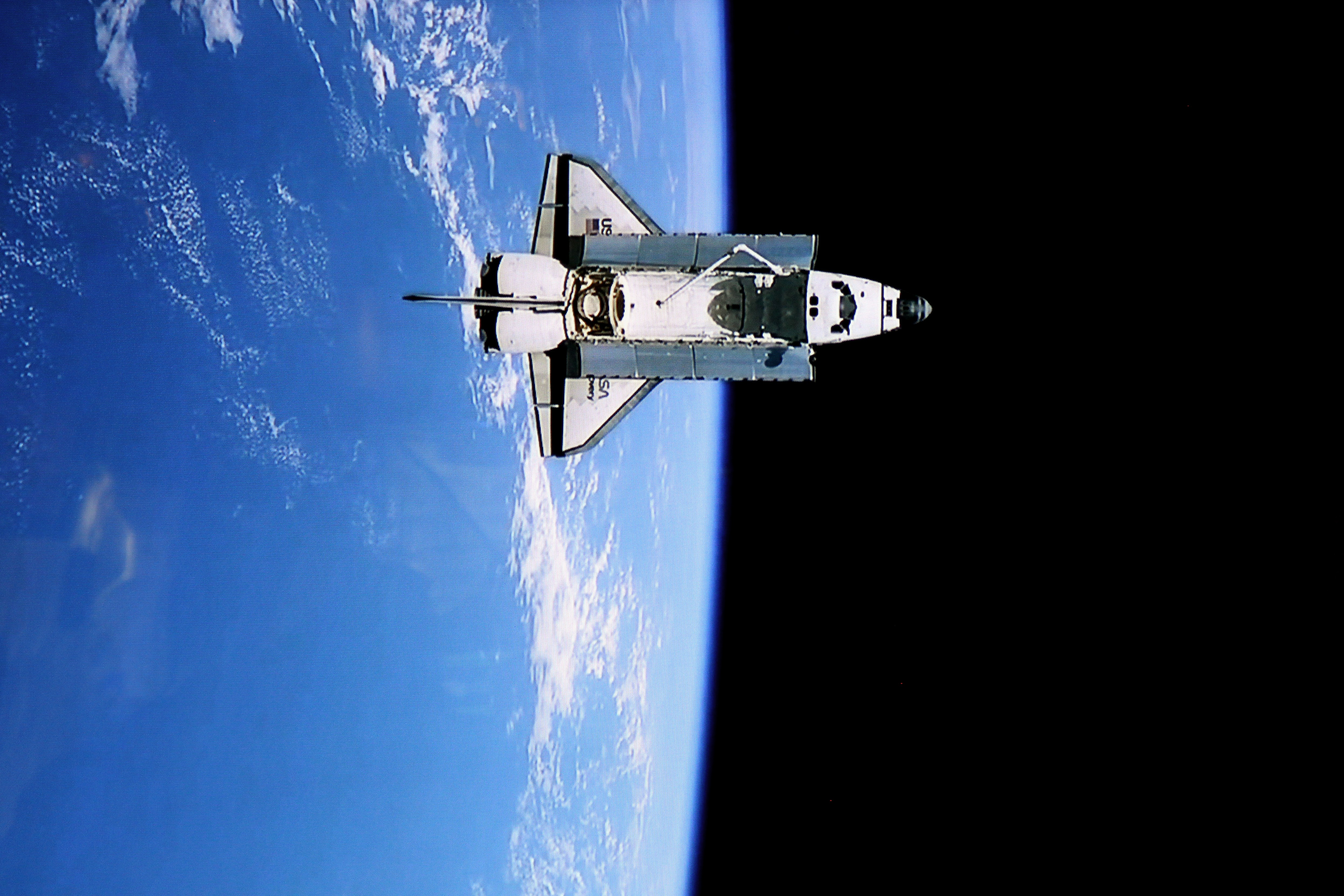
穿梭機軌道器於近地軌道

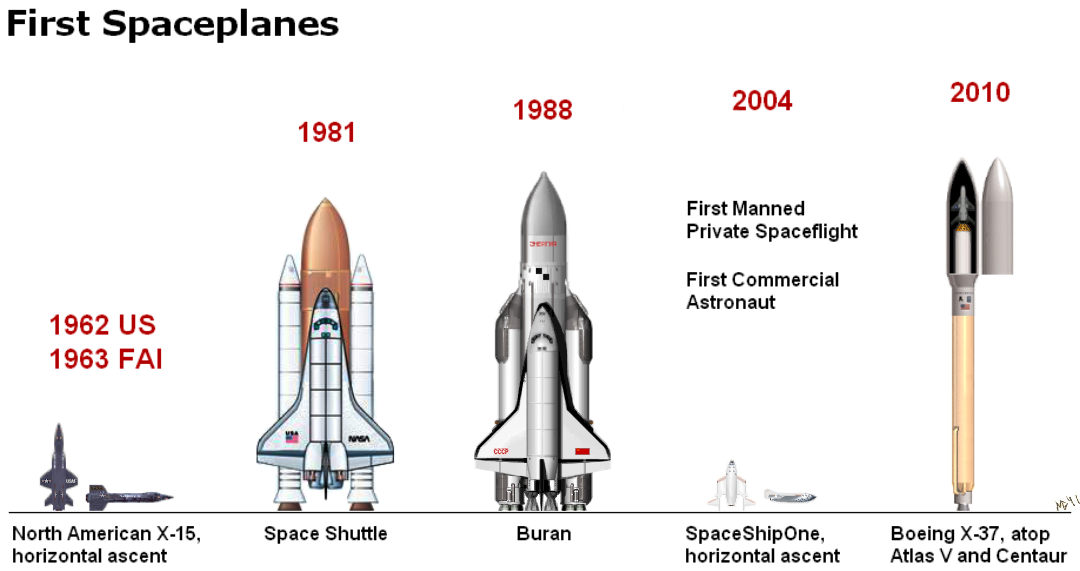
X-15、穿梭機 (美国)、暴風雪號與能源號、太空船1號、X-37與擎天神5號

太空飛機（Spacecraft plane，space plane，sattelite plane）是一種既能在地球大氣層內像飛機一樣飛行和滑翔，又能像航天器一樣在外層空間運作的飛行器。在今日只有純粹使用額外火箭動力起飛的太空飛機才能進入軌道，如美国的穿梭機軌道器和苏联的暴風雪號穿梭機等。有一種概念是全機類似一般飛機一樣起飛，但能依靠自身直接飛入太空的太空飛機，稱為空天飛機，如美国的X-33試驗機概念设计。一些火箭飞机被設計為可飛越卡門線，進行次軌道太空飛行，也屬於太空飛機的範疇，如X-15試驗機和太空船1號等。

## 列表

### 轨道级太空飛機
- 米格-105（英语：MiG-105）（沒有進入過太空）
- 穿梭機軌道器
- BOR-4（英语：BOR-4）
- 暴風雪太空梭計畫（只有暴風雪號進入過太空）
- X-38試驗機（沒有進入過太空）
- 波音X-37
- 可重复使用试验航天器
- 追梦者号航天飞机（開發中）
- 昊龙货运航天飞机（開發中）
- 太空骑士（開發中）
- 可重复使用发射技术验证器（開發中）

### 亚轨道太空飛行火箭飞机
- X-15試驗機
- 太空船1號
- 太空船2號（沒有飛越過卡門線，但根據NASA的定義進入了太空）
- IXV
- 跨大气层飞行器

### 概念设计
- 銀鳥（英语：Silbervogel）
- X-20試驗機
- 土星太空梭（英语：Saturn-Shuttle）
- 赫耳墨斯号航天飞机
- HOPE-X（英语：HOPE-X）
- X-30試驗機（英语：Rockwell X-30）
- MAKS（英语：MAKS (spacecraft)）
- HL-20（英语：HL-20）
- HL-42（英语：HL-42 (spacecraft)）
- 冒險之星
- X-33試驗機
- 阿凡達航天飞机
- 克里佩爾（英语：Kliper）
- 普罗米修斯号航天飞机（英语：Prometheus (spacecraft)）
- 云霄塔